# Rohu
Rohu – wieś w Estonii, w prowincji Virumaa Zachodnia, w gminie Laekvere.